# Poética Saudade Fado Belém
Poética Saudade Fado Belém é um grupo musical de Fado radicado no México.
Começaram a sua carreira musical em 2003, quando Marcela Ortiz Aznar decide cantar o fado e divulgar a música portuguesa no México, inspirada na poesia portuguesa e na música do grupo Madredeus. Para esse efeito cria o grupo através da internet com músicos mexicanos.
Desde então o grupo tem gravado três álbuns e actuado principalmente no seu país, o México. É formado pela vocalista Marcela Ortiz Aznar e os guitarristas Gerardo Franco(viola) e Javier Noyola(guitarra portuguesa).
Em 2009 o grupo decidiu que era melhor presentar a Marcela a solo. No entanto, com o decorrer dos anos, o grupo continuou sempre a atuar e a ser o mais importante representante do Fado no México.

## Discografia
- 2009: Nosso Fado (Album)
- 2007: Stravaganza (Album)
- 2006: Desvario (Single)